# Saison 4 de Major Crimes
Chronologie
Saison 3 Saison 5
Cet article présente les épisodes de la quatrième saison de la série télévisée américaine Major Crimes.

## Distribution[1]

### Acteurs principaux
- Mary McDonnell (VF : Véronique Augereau) : Capitaine Sharon Raydor
- G. W. Bailey (VF : Jean-Claude De Goros) : Lieutenant Louis Provenza
- Anthony Denison (VF : Gabriel Le Doze) : Lieutenant Andy Flynn
- Michael Paul Chan (VF : Olivier Destrez) : Lieutenant Michael Tao
- Raymond Cruz (VF : Jérôme Rebbot) : Inspecteur, Julio Sanchez
- Phillip P. Keene (VF : Patrick Delage) : Buzz Watson, officier de réserve
- Kearran Giovanni (VF : Marie Zidi) : Inspectrice Amy Sykes
- Graham Patrick Martin (VF : Thomas Sagols) : Rusty Beck
- Jonathan Del Arco (VF : Laurent Morteau) : Dr Morales
- Robert Gossett (VF : Benoît Allemane) : Chef-adjoint Russell Taylor

### Acteurs récurrents et invités
- Brandon Barash : Détective Robby Oderno (épisodes 1, 2 et 9)
- Ransford Doherty (VF : Yann Peira) : Kendall (épisodes 1, 2, 7, 9, 10, 14 à 16 et 21)
- Kathe Mazur (VF : Pauline Larrieu ) : Andrea Hobbs, adjoint du procureur (épisodes 1 à 5, 9, 11 à 18 et 21 à 23)
- Malcolm-Jamal Warner : Lieutenant Chuck Cooper (épisodes 1, 10, 20, 22 et 23)
- Garrett Coffey : Slider/Greg Rasenick (épisodes 2, 3, 12, 13 et 15 à 18)
- Ron Marasco : Juge Grove (épisodes 3, 11, 12 et 16 à 18)
- Bill Brochtrup : Dr Joe Bowman (épisodes 5 et 17)
- Rene Rosado : Gustavo Wallace (épisodes 5, 7 à 10, 16 à 19, 22 et 23)
- Dawnn Lewis : Patrice Perry, ancienne infirmière (épisodes 6, 15, 22 et 23)
- Jeri Ryan : Me Linda Rothman (épisode 6)
- Patrick Stafford : TJ Shawn (épisode 6 à 8)
- Jon Tenney (VF : Bernard Lanneau) : Fritz Howard, chef du bureau des opérations spéciales (épisodes 7, 8, 18, 19, 21 et 23)
- Sonya Leslie : Cynthia (épisode 10)
- Tom Berenger : Me Jackson Raydor (épisode 12)
- Greg Rikaart : Me Bobby G. Monroe [2] (épisodes 13 et 16 à 18)
- Mario López : lui-même[3] (épisode 13)
- Ever Carradine : Sharon Beck (épisodes 19, 21 et 22)
- Jamie Bamber : Malcolm Rich (épisode 6)
- Michelle Krusiec : Victoria Ing (épisode 6)
- ￼ : Saison 4 de Major Crimes : épisode 18, : Dolly BOWEN, source Allô Ciné

#### Acteurs d'Hindsight
- Julie Ann Emery : Stephanie Dunn, inspectrice du LAPD (épisodes 19 à 23)
- Jason Gedrick : Mark Hickman, ancien lieutenant du LAPD (épisodes 19 à 23)
- Tarik Lowe : Daniel Price (épisodes 19 à 23)
- Arjay Smith : Dennis Price[4] (épisodes 19 à 23)

- Curtis Armstrong : Me Peter Goldman (de The Closer)[5] (épisodes 19 à 22)
- Hosea Chanchez : Emile Fisher (épisodes 19 à 22)
- Brigid Brannagh : Sherry Hickman (épisodes 19, 21 et 23)
- Daniel Buran : Gary Lewis (épisodes 19, 20 et 23)
- Grapevine : Buddha (épisodes 20 à 22)
- Cheryl White : Francine, experte scientifique (épisodes 19, 20 et 23)
- Allen Maldonado : Jon Barnes (épisodes 19 et 22)
- Adam Irigoyen : Jesus Marquez (épisodes 19 et 22)

## Généralités
Le 20 août 2015, TNT a commandé cinq épisodes supplémentaires, portant la saison à 23.

## Épisodes

### Épisode 1:La Délicatesse d'une rose
- États-Unis : 8 juin 2015 sur TNT[7]
- Suisse : 29 mai 2016 sur RTS Un[8]
- Québec : 16 février 2017 sur Séries+
- France : 17 juillet 2017 sur France 2
- Belgique : 20 juillet 2017 sur La Une

- États-Unis : 3,99 millions de téléspectateurs[9] (première diffusion)
- France : 2,20 millions de téléspectateurs

- Brandon Barash : Détective Robby Oderno
- Ransford Doherty : Kendall
- Kathe Mazur : Substitut Andrea Hobbs
- Malcolm-Jamal Warner : Lieutenant Chuck Cooper

### Épisode 2:Appel manqué
- États-Unis : 15 juin 2015 sur TNT
- Suisse : 29 mai 2016 sur RTS Un[8]
- Québec : 23 février 2017 sur Séries+
- France : 17 juillet 2017 sur France 2

- États-Unis : 3,81 millions de téléspectateurs[10] (première diffusion)
- France : 2,20 millions de téléspectateurs

- Brandon Barash : Détective Robby Oderno
- Garrett Coffey : Slider/Greg Rasenick
- Kathe Mazur : Andrea Hobbs, adjoint du procureur
- Ransford Doherty : Kendall

### Épisode 3:Espionnage, mensonge et vidéo
- États-Unis : 22 juin 2015 sur TNT
- Suisse : 5 juin 2016 sur RTS Un
- Québec : 2 mars 2017 sur Séries+
- France : 24 juillet 2017 sur France 2

- États-Unis : 4,24 millions de téléspectateurs[11] (première diffusion)
- France : 2,35 millions de téléspectateurs

- Garrett Coffey : Slider/Greg Rasenick
- Ron Marasco : Juge Grove
- Kathe Mazur : Andrea Hobbs, adjoint du procureur
- Jamie Bamber : Malcolm Rich
- Michelle Krusiec : Victoria Ing

### Épisode 4:Ou qu'il se taise à jamais
- États-Unis : 29 juin 2015 sur TNT
- Suisse : 5 juin 2016 sur RTS Un
- Québec : 9 mars 2017 sur Séries+
- France : 24 juillet 2017 sur France 2

- États-Unis : 4,39 millions de téléspectateurs[12] (première diffusion)
- France : 1,96 million de téléspectateurs

- Kathe Mazur : Andrea Hobbs, adjointe du procureur

### Épisode 5:La balance
- États-Unis : 6 juillet 2015 sur TNT
- Suisse : 12 juin 2016 sur RTS Un
- Québec : 16 mars 2017 sur Séries+
- France : 24 juillet 2017 sur France 2

- États-Unis : 4,02 millions de téléspectateurs[13] (première diffusion)
- France : 1,08 million de téléspectateurs

- Bill Brochtrup : Dr Joe Bowman
- Kathe Mazur : Adjoint du procureur Andrea Hobbs
- Rene Rosado : Gustavo Wallace

### Épisode 6:Effets personnels
- États-Unis : 13 juillet 2015 sur TNT
- Suisse : 12 juin 2016 sur RTS Un
- Québec : 23 mars 2017 sur Séries+
- France : 31 juillet 2017 sur France 2

- États-Unis : 4,20 millions de téléspectateurs[14] (première diffusion)
- France : 2,20 millions de téléspectateurs

- Dawnn Lewis : Patrice Perry
- Jeri Ryan : Me Linda Rothman
- Patrick Stafford : TJ Shawn

### Épisode 7:Une cible au hasard
- États-Unis : 20 juillet 2015 sur TNT
- Suisse : 19 juin 2016 sur RTS Un
- Québec : 30 mars 2017 sur Séries+
- France : 31 juillet 2017 sur France 2

- États-Unis : 4,31 millions de téléspectateurs[15] (première diffusion)
- France : 2,20 millions de téléspectateurs

- Ransford Doherty : Kendall
- Rene Rosado : Gustavo Wallace
- Patrick Stafford : TJ Shawn
- Jon Tenney : Fritz Howard

### Épisode 8:Disparu
- États-Unis : 27 juillet 2015 sur TNT
- Suisse : 19 juin 2016 sur RTS Un
- Québec : 6 avril 2017 sur Séries+
- France : 31 juillet 2017 sur France 2

- États-Unis : 4,39 millions de téléspectateurs[16] (première diffusion)

- Jon Tenney : Fritz Howard
- Rene Rosado : Gustavo Wallace
- Patrick Stafford : TJ Shawn

### Épisode 9:Peine de cœur
- États-Unis : 3 août 2015 sur TNT
- Suisse : 26 juin 2016 sur RTS Un
- Québec : 13 avril 2017 sur Séries+
- France : 14 août 2017 sur France 2

- États-Unis : 4,57 millions de téléspectateurs[17] (première diffusion)
- France : 2,20 millions de téléspectateurs

- Brandon Barash : Détective Robby Oderno
- Kathe Mazur : Adjoint du procureur Andrea Hobbs
- Ransford Doherty : Kendall
- Rene Rosado : Gustavo Wallace

### Épisode 10:La cinquième dynastie
- États-Unis : 10 août 2015 sur TNT[18]
- Suisse : 26 juin 2016 sur RTS Un
- Québec : 20 avril 2017 sur Séries+
- France : 14 août 2017 sur France 2

- États-Unis : 4,47 millions de téléspectateurs[19] (première diffusion)
- France : 2,20 millions de téléspectateurs

- Ransford Doherty : Kendall
- Malcolm-Jamal Warner : Lieutenant Chuck Cooper
- Sonya Leslie : Cynthia
- Rene Rosado : Gustavo Wallace

### Épisode 11:Les quatre font la paire
- États-Unis : 2 novembre 2015 sur TNT[20]
- Suisse : 3 juillet 2016 sur RTS Un
- Québec : 27 avril 2017 sur Séries+
- France : 14 août 2017 sur France 2

- États-Unis : 2,22 millions de téléspectateurs[21] (première diffusion)

- Kathe Mazur : Adjoint du procureur Andrea Hobbs
- Ron Marasco : Juge Grove

### Épisode 12:Trou de mémoire
- États-Unis : 9 novembre 2015 sur TNT
- Suisse : 3 juillet 2016 sur RTS Un
- Québec : 4 mai 2017 sur Séries+
- France : 4 juin 2018 sur France 2

- États-Unis : 2,60 millions de téléspectateurs[22] (première diffusion)
- France : 2,40 millions de téléspectateurs

- Tom Berenger : Jackson Raydor
- Kathe Mazur : Adjoint du procureur Andrea Hobbs
- Garrett Coffey : Slider/Greg Rasenick
- Ron Marasco : Juge Grove

### Épisode 13:Retour à la réalité
- États-Unis : 16 novembre 2015 sur TNT
- Suisse : 10 juillet 2016 sur RTS Deux[23]
- Québec : 11 mai 2017 sur Séries+
- France : 4 juin 2018 sur France 2

- États-Unis : 2,55 millions de téléspectateurs[24] (première diffusion)
- France : 2,40 millions de téléspectateurs

- Kathe Mazur : Substitut Andrea Hobbs
- Greg Rikaart : Bobby G. Monroe
- Mario López : lui-même
- Garrett Coffey : Slider/Greg Rasenick

### Épisode 14:Coup pour coup
- États-Unis : 23 novembre 2015 sur TNT
- Suisse : 10 juillet 2016 sur RTS Deux
- Québec : 18 mai 2017 sur Séries+
- France : 11 juin 2018 sur France 2

- États-Unis : 2,49 millions de téléspectateurs[25] (première diffusion)
- France : 2,71 millions de téléspectateurs

- Kathe Mazur : Adjoint du procureur Andrea Hobbs
- Ransford Doherty : Kendall
- Kenneth Mitchell : Samuel "Sam" Curtis
- Brooke Nevin : Lily Palmer

### Épisode 15:Envie d'indépendance
- États-Unis : 30 novembre 2015 sur TNT
- Suisse : 10 juillet 2016 sur RTS Deux
- Québec : 25 mai 2017 sur Séries+
- France : 11 juin 2018 sur France 2

- États-Unis : 3,69 millions de téléspectateurs[26] (première diffusion)
- France : 2,55 millions de téléspectateurs

- Romy Rosemont : Carrie Gillian
- Kathe Mazur : Adjoint du procureur Andrea Hobbs
- Ransford Doherty : Kendall
- Dawnn Lewis : Patrice Perry
- Garrett Coffey : Slider/Greg Rasenick

### Épisode 16:Des escrocs d'opérette
- États-Unis : 7 décembre 2015 sur TNT
- Suisse : 8 janvier 2017 sur RTS Un
- Québec : 1er juin 2017 sur Séries+
- France : 18 juin 2018 sur France 2

- États-Unis : 3,29 millions de téléspectateurs[27] (première diffusion)
- France : 2,44 millions de téléspectateurs

- Kathe Mazur : Adjoint du procureur Andrea Hobbs
- Ransford Doherty : Kendall
- Greg Rikaart : Maître Bobby G. Monroe
- Rene Rosado : Gustavo Wallace
- Garrett Coffey : Slider/Greg
- Ron Marasco : Juge Grove

### Épisode 17:Trouvez Kayla Weber
- États-Unis : 14 décembre 2015 sur TNT
- Suisse : 8 janvier 2017 sur RTS Un
- Québec : 8 juin 2017 sur Séries+
- France : 18 juin 2018 sur France 2

- États-Unis : 3 millions de téléspectateurs[28] (première diffusion)
- France : 2,55 millions de téléspectateurs

- Kathe Mazur : Adjoint du procureur Andrea Hobbs
- Greg Rikaart : Maître Bobby G. Monroe
- Rene Rosado : Gustavo Wallace
- Garrett Coffey : Slider/Greg Rasenick
- Ron Marasco : Juge Grove
- Bill Brochtrup : Dr Joe Bowman

### Épisode 18:La folie des grandeurs
- États-Unis : 21 décembre 2015 sur TNT[29]
- Suisse : 15 janvier 2017 sur RTS Un
- Québec : 15 juin 2017 sur Séries+
- France : 25 juin 2018 sur France 2

- États-Unis : 3,69 millions de téléspectateurs[30] (première diffusion)
- France : 2,25 millions de téléspectateurs

- Jon Tenney : Fritz Howard
- Kathe Mazur : Adjoint du procureur Andrea Hobbs
- Greg Rikaart : Maître Bobby G. Monroe
- Rene Rosado : Gustavo Wallace
- Garrett Coffey : Slider/Greg Rasenick
- Ron Marasco : Juge Grove

### Épisode 19:Rétrospection
- États-Unis : 15 février 2016 sur TNT[31]
- Suisse : 22 janvier 2017 sur RTS Un
- Québec : 22 juin 2017 sur Séries+
- France : 25 juin 2018 sur France 2

- États-Unis : 3,08 millions de téléspectateurs[32] (première diffusion)
- France : 2,25 millions de téléspectateurs

- Jon Tenney : Fritz Howard
- Rene Rosado : Gustavo Wallace
- Ever Carradine : Sharon Beck
- Julie Ann Emery : Stephanie Dunn
- Jason Gedrick : Mark Hickman
- Tarik Lowe : Daniel Price
- Arjay Smith : Dennis Price
- Curtis Armstrong : Me Peter Goldman
- Cheryl White : Francine
- Adam Irigoyen : Jesus Marquez
- Rigid Brannagh : Sherry Hickman
- Allen Maldonado : Jon Barnes

### Épisode 20:Le Troisième Homme
- États-Unis : 22 février 2016 sur TNT
- Suisse : 22 janvier 2017 sur RTS Un
- Québec : 29 juin 2017 sur Séries+
- France : 2 juillet 2018 sur France 2

- États-Unis : 3,19 millions de téléspectateurs[33] (première diffusion)
- France : 2,16 millions de téléspectateurs

- Malcolm-Jamal Warner : Lieutenant Chuck Cooper
- Julie Ann Emery : Stephanie Dunn
- Jason Gedrick : Mark Hickman
- Tarik Lowe : Daniel Price
- Arjay Smith : Dennis Price
- Curtis Armstrong : Me Peter Goldman
- Cheryl White : Francine
- Daniel Buran : Gary Lewis
- Grapevine : Buddha

### Épisode 21:L'Enterrement
- États-Unis : 29 février 2016 sur TNT
- Suisse : 29 janvier 2017 sur RTS Un
- Québec : 6 juillet 2017 sur Séries+
- France : 2 juillet 2018 sur France 2

- États-Unis : 2,94 millions de téléspectateurs[34] (première diffusion)
- France : 2,28 millions de téléspectateurs

- Ransford Doherty : Kendall
- Ever Carradine : Sharon Beck
- Kathe Mazur : Adjoint du procureur Andrea Hobbs
- Jon Tenney : Fritz Howard
- Julie Ann Emery : Stephanie Dunn
- Jason Gedrick : Mark Hickman
- Tarik Lowe : Daniel Price
- Arjay Smith : Dennis Price
- Curtis Armstrong : Me Peter Goldman
- Brigid Brannagh : Sherry Hickman
- Grapevine : Greg "Buddha" Mann

### Épisode 22:Tel est pris qui croyait prendre
- États-Unis : 7 mars 2016 sur TNT
- Suisse : 29 janvier 2017 sur RTS Un
- Québec : 13 juillet 2017 sur Séries+
- France : 9 juillet 2018 sur France 2

- États-Unis : 3,49 millions de téléspectateurs[35] (première diffusion)
- France : 2,07 millions de téléspectateurs

- Kathe Mazur : Adjoint du procureur Andrea Hobbs
- Ever Carradine : Sharon Beck
- Rene Rosado : Gustavo Wallace
- Malcolm-Jamal Warner : Lieutenant Chuck Cooper
- Dawnn Lewis : Patrice Perry
- Jason Gedrick : Mark Hickman
- Julie Ann Emery : Stephanie Dunn
- Grapevine	: Buddha
- Arjay Smith : Dennis Price
- Allen Maldonado : Jon Barnes
- Curtis Armstrong : Me Peter Goldman
- Tarik Lowe : Daniel Price
- Hosea Chanchez : Emile Fisher

### Épisode 23:Au-dessus de tout soupçon
- États-Unis : 14 mars 2016 sur TNT
- Suisse : 5 février 2017 sur RTS Un
- Québec : 20 juillet 2017 sur Séries+
- France : 9 juillet 2018 sur France 2

- États-Unis : 3,41 millions de téléspectateurs[36] (première diffusion)
- France : 2,11 millions de téléspectateurs

- Jon Tenney : Fritz Howard
- Dawnn Lewis : Patrice Perry
- Kathe Mazur : Andrea Hobbs
- Rene Rosado : Gustavo Wallace
- Malcolm-Jamal Warner : Lieutenant Chuck Cooper
- Julie Ann Emery : Stephanie Dunn
- Daniel Buran : Gary Lewis
- Brigid Brannagh : Sherry Hickman
- Jason Gedrick : Mark Hickman
- Tarik Lowe : Daniel Price,
- Arjay Smith : Dennis Price
- Cheryl White : Francine
- Eric Garcetti : le maire de L.A. Qui marie le Lieutenant Provenza et Patrice